# Suzanne Bing
Suzanne Bing, née le 10 mars 1885 à Paris 2e et morte le 22 novembre 1967 à Neuilly-sur-Seine, est une actrice française. Elle a été un des membres fondateurs du théâtre du Vieux-Colombier à Paris avec Jacques Copeau.

## Biographie

### Jeunesse et années de formation
Née à Paris dans le 2e arrondissement de Paris, elle intègre le Conservatoire de musique et de déclamation pour deux années, puis épouse le 5 novembre 1907, le compositeur Edgard Varèse. Elle passe avec lui plusieurs années à Berlin, met au monde leur fille, Claude, en octobre 1910, et entame une carrière théâtrale sur les planches parisiennes. En 1913, le couple divorce pour poursuivre leur carrière respective, et elle intègre le Vieux Colombier.

## Théâtre
Durant la première saison du Théâtre du Vieux-Colombier, elle interprète plusieurs rôles importants, notamment Viola dans La Nuit des rois où elle est applaudie par la critique.
- 1913 : L'Amour médecin de Molière, mise en scène Jacques Copeau, théâtre du Vieux-Colombier
- 1913 : Une femme tuée par la douceur de Thomas Heywood, mise en scène Jacques Copeau, théâtre du Vieux-Colombier
- 1913 : Barberine d'Alfred de Musset, mise en scène Jacques Copeau, théâtre du Vieux-Colombier
- 1914 : L'Eau de vie de'Henri Ghéon, mise en scène Jacques Copeau, théâtre du Vieux-Colombier
- 1914 : La Nuit des rois de William Shakespeare, mise en scène Jacques Copeau, théâtre du Vieux-Colombier
- 1913 : L'Avare de Molière, mise en scène Jacques Copeau, théâtre du Vieux-Colombier
- 1914 : La Navette d'Henry Becque, mise en scène Jacques Copeau, théâtre du Vieux-Colombier
- 1914 : L'Eau de vie d'Henri Ghéon, mise en scène Jacques Copeau, théâtre du Vieux-Colombier
- 1914 : Les Frères Karamazov de Fiodor Dostoïevski, mise en scène Jacques Copeau, théâtre du Vieux-Colombier
- 1917 : Barberine d'Alfred de Musset, mise en scène Jacques Copeau, Garrick's Theatre New York
- 1917 : La Nuit des rois de William Shakespeare, mise en scène Jacques Copeau, Garrick's Theatre New York
- 1917 : La Navette d'Henry Becque, mise en scène Jacques Copeau, Garrick's Theatre New York
- 1918 : Les Frères Karamazov de Fiodor Dostoïevski, mise en scène Jacques Copeau, Garrick's Theatre New York
- 1918 : L'Avare de Molière, mise en scène Jacques Copeau, Garrick's Theatre New York
- 1918 : La Nouvelle Idole de François de Curel, mise en scène Jacques Copeau, Garrick's Theatre New York
- 1918 : Poil de carotte de Jules Renard, mise en scène Jacques Copeau, Garrick's Theatre New York
- 1918 : Les Mauvais Bergers d'Octave Mirbeau, mise en scène Jacques Copeau, Garrick's Theatre New York
- 1918 : Le Voile du bonheur de Georges Clemenceau, mise en scène Jacques Copeau, Garrick's Theatre New York
- 1918 : Le Mariage de Figaro de Beaumarchais, mise en scène Jacques Copeau, Garrick's Theatre New York
- 1918 : Blanchette d'Eugène Brieux, mise en scène Jacques Copeau, Garrick's Theatre New York
- 1918 : La Femme de Claude d'Alexandre Dumas fils, mise en scène Jacques Copeau, Garrick's Theatre New York
- 1918 : Rosmersholm de Henrik Ibsen, mise en scène Jacques Copeau, Garrick's Theatre New York
- 1920 : Cromedeyre-le-Vieil de Jules Romains, mise en scène Jacques Copeau, théâtre du Vieux-Colombier
- 1922 : La Mort joyeuse de Nicolas Evreïnoff, mise en scène Nathalie Boutkovsky et Jacques Copeau, théâtre du Vieux-Colombier
- 1922 : Les Plaisirs du hasard de René Benjamin, mise en scène Jacques Copeau, théâtre du Vieux-Colombier
- 1922 : La Princesse Turandot de Carlo Gozzi, mise en scène Jacques Copeau, théâtre du Vieux-Colombier
- 1935 : Hommage des acteurs à Pirandello : La Vie que je t'ai donnée de Luigi Pirandello, théâtre des Mathurins

## Cinéma
- 1934 : Le Calvaire de Cimiez de Jacques de Baroncelli et René Dallière